# Graphiurus nagtglasii
Graphiurus nagtglasii — вид гризунів родини Вовчкові (Gliridae).

## Поширення
Вид поширений у Західній Африці. Зустрічається в Камеруні, Центральноафриканській Республіці, Гані, Ліберії, Нігерії, Сьєрра-Леоне і, можливо, у Габоні.

## Спосіб життя
Цей вид мешкає в тропічних та субтропічних низинних дощових лісах.